# Giorgi Mak'aridze
Giorgi Mak'aridze (in georgiano გიორგი მაკარიძე?; Tbilisi, 31 marzo 1990) è un calciatore georgiano, portiere dell'Iberia 1999.

## Palmarès

### Club

#### Competizioni nazionali
- Campionato georgiano: 2

Dinamo Tbilisi: 2007-2008
Iberia 1999: 2024
- Coppa di Lega portoghese: 1

Moreirense: 2016-2017
- Segunda División: 1

Almería: 2021-2022